# Zeki Ömer Defne
Zeki Ömer Defne (Çankırı, 1903 – Isztambul, 1992. december) török költő.
Az ankarai Muallim Mektebi abszolválása után általános iskolai tanárként dolgozott, valamint az érettségi vizsgákon felügyelt. Ezt követően a kastamonui Líceumban dolgozott a török nyelv és irodalom tanáraként, ahol később az intézmény igazgatója lett, majd az isztambuli Kabataş Líceum lett a következő munkahelye. 1939-ben az Isztambuli Egyetem bölcsészettudományi karának török nyelv és irodalom tanszékén is tanított. Később a Galatasaray Líceum, a Német Líceum, a Şişli kerületi Terakki Líceum, végül a Katonai Akadémia (Harp Akademisi) irodalom tanára lett.
1923-ban jelent meg az első verse a Nép Útja c. lapban. Csatlakozott a kortárs népi irodalom akkoriban népszerű szótagoló versírási hagyományához. 1940-ben kezdett publikálni verseket a Juhar, a Művészet és Irodalom, a Mozgalom, a Hírnév, a Szökőkút, az Irodalmi Világ c. magazinokba. 1969-ben ment nyugdíjba a Galatasaray középiskolából. Az 1970-es években a Jelenlét c. folyóiratban jelent meg sok verse.
Verseinek fő témája Anatólia volt. Az 1970-es évek elejétől a költészetét erős narratívák és az érzékenység hatotta át.
1992-ben az isztambuli Karacaahmet temetőben temették el.

## Verseskötetei
- Az ellopott tengeri országok (Denizden Çalınmış Ülke (1971)
- Csendes folyók (Sessiz Nehir) (1985)
- Hóvirágok (Kardelenler) (1988)
- Ilgaz
- Közép-Anatólia (Orta Anadolu)
- Csengőszó (Ziller Çalacak)